# Wertpapier

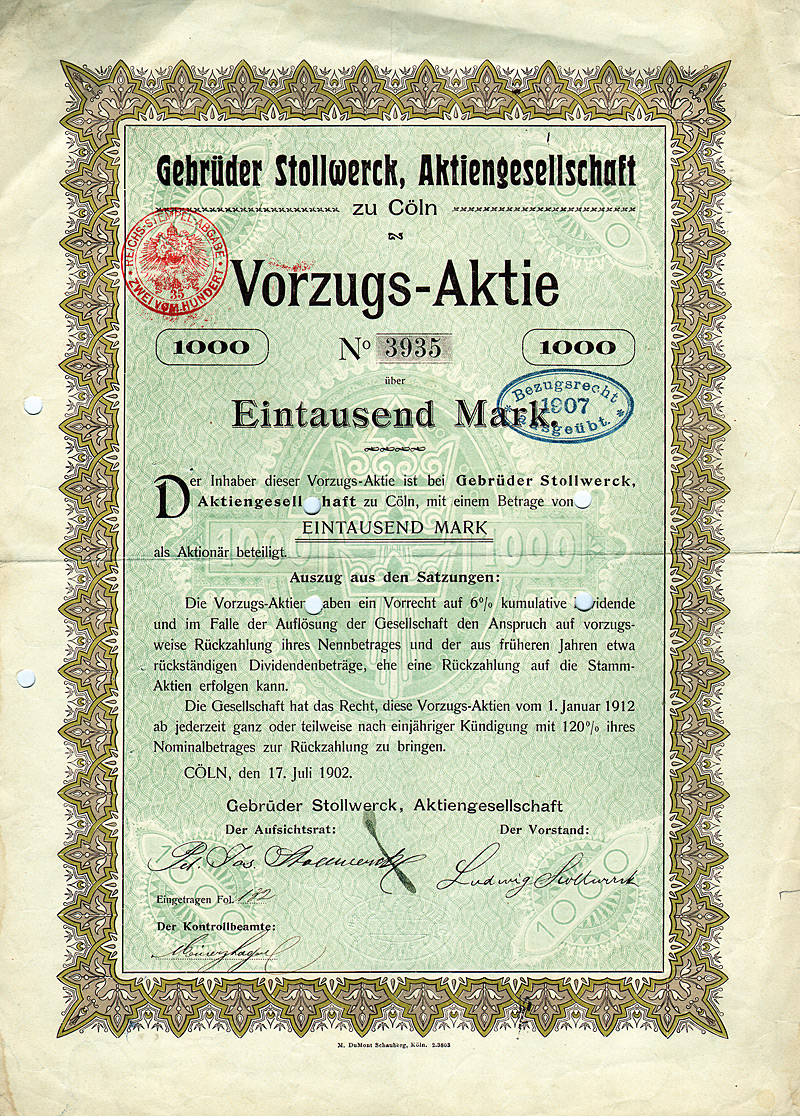
Aktie – Gebrüder Stollwerck (1902)

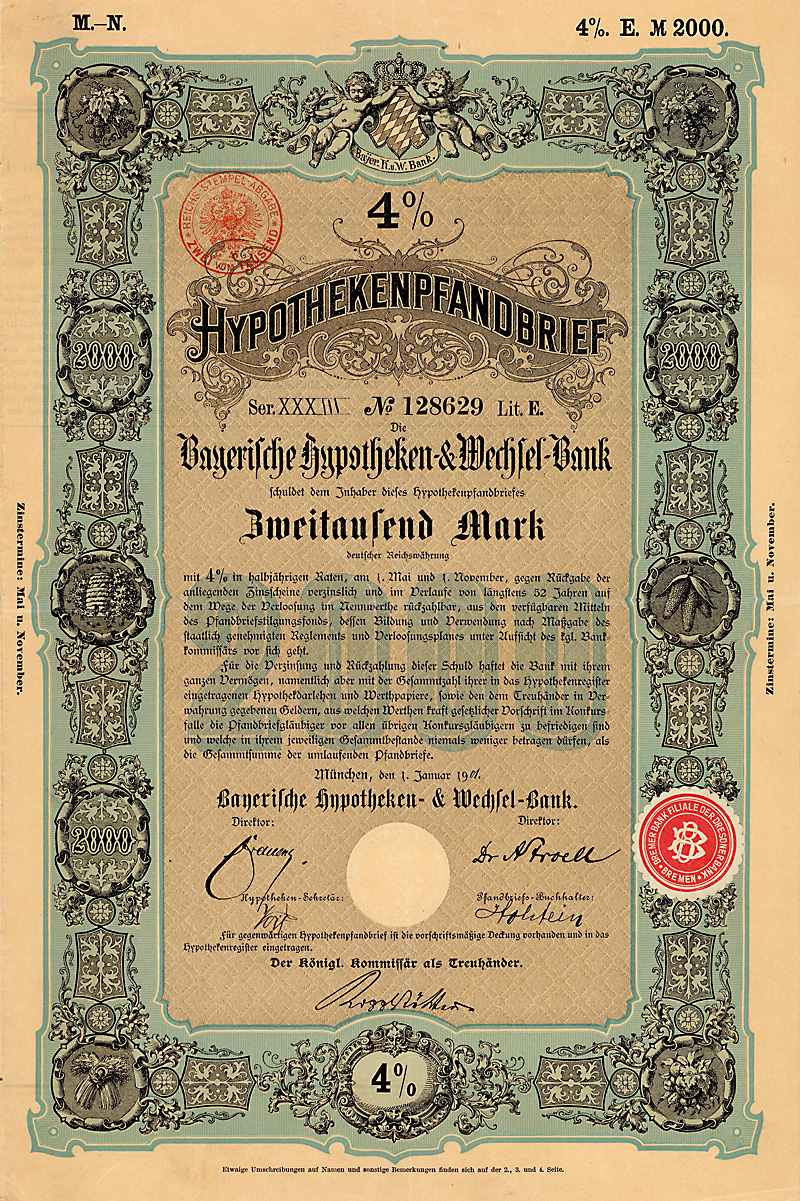
Pfandbrief – Bayerische Hypotheken- und Wechsel-Bank (1901)

Ein Wertpapier (schweizerisch: Wertschrift; englisch security) ist eine Urkunde, die ein Vermögensrecht in der Weise verbrieft, dass das Recht aus der Urkunde gegenüber dem Schuldner nur geltend gemacht werden kann, wenn der Rechtsinhaber der Urkunde diese dem Schuldner vorlegt.

## Allgemeines
Ein Wertpapier ist im Sinne des Wertpapierhandelsgesetzes und des Kreditwesengesetzes ein Finanzinstrument.
Das Vermögensrecht kann eine Forderung (bei Anleihen, Schuldverschreibungen), ein Mitgliedschaftsrecht (bei Aktien) oder ein Miteigentumsanteil (bei Investmentzertifikaten) sein.
Eine Urkunde dient der Sichtbarmachung und als Nachweis eines Rechtes. Ohne den Besitz der Urkunde kann das darin verbriefte Recht nicht geltend gemacht werden. Urkunden in Schriftform sind heute veraltet und selten, es gibt sie nur noch dann, wenn als Rechtsgrundlage eine Verbriefung ausdrücklich verlangt wird. Ein großer Teil der Wertpapierurkunden, insbesondere Effekten, ist durch Girosammelverwahrung von Globalurkunden ersetzt worden; bei Bundeswertpapieren als echtes Wertrecht in Form eines Schuldbucheintrags. In den Staaten, deren Recht noch Urkunden fordert, werden sie zwar noch ausgestellt, verlassen aber in der Regel nicht die Lagerstelle des Zentralverwahrers, der über die Anteile am Bestand und ihre Übertragung Buch führt, und erfüllen dort keinen Zweck, außer durch ihre Existenz die Formerfordernisse zu wahren. Nur noch in sehr seltenen Fällen werden Effekten tatsächlich als Urkunde in Umlauf gebracht (etwa bei Tafelgeschäften).

## Definition
Während es in Deutschland und Österreich keine Legaldefinition zum Wertpapierbegriff gibt, definiert das schweizerische Obligationenrecht (OR) in Art. 965 OR anschaulich: „Wertpapier ist jede Urkunde, mit der ein Recht derart verknüpft ist, dass es ohne die Urkunde weder geltend gemacht noch auf andere übertragen werden kann.“
Aus dem Kompositum „Wertpapier“ ergibt sich, dass es sich um ein Schriftstück handelt, in welchem ein Vermögens- oder Geldwert oder ein sonstiges Recht verbrieft ist.
Noch heute wird in Deutschland und Österreich an der vom Rechtshistoriker Heinrich Brunner im Jahre 1882 aufgestellten weiten Definition des Wertpapierbegriffs festgehalten. Danach handelt es sich um eine „Urkunde über ein Privatrecht, dessen Verwertung durch die Innehabung der Urkunde privatrechtlich bedingt ist“.

### Bestandteile der Definition
Diese Definition beinhaltet wiederum mehrere bedeutungsschwere Begriffe. Der Urkundenbegriff ist strafrechtlich definiert als „eine Schrift, die errichtet worden ist, um ein Recht oder ein Rechtsverhältnis zu begründen, abzuändern oder aufzuheben oder eine Tatsache von rechtlicher Bedeutung zu beweisen“ (§ 74 Abs. 1 Ziff. 7 öStGB). Eine Urkunde ist eine verkörperte, allgemein oder für Eingeweihte verständliche, menschliche Gedankenerklärung, die geeignet und bestimmt ist, im Rechtsverkehr Beweis zu erbringen, und ihren Aussteller erkennen lässt. Auch die deutsche Rechtsprechung hat sich mit dem Urkundenbegriff schwer getan. Der Begriff Privatrechte soll die Unterscheidung zu Urkunden mit öffentlichen Rechten ermöglichen, welche nicht in Wertpapieren verbrieft werden. Öffentliche Urkunden werden von Behörden im Rahmen ihrer Amtsbefugnisse oder von einem Notar innerhalb dessen Geschäftsgebiets in der vorgeschriebenen Form errichtet. Die sprachlich wenig elegante Verwendung des Wortes „Innehabung“ soll verdeutlichen, dass der Besitz der Urkunde die Voraussetzung für die Rechtsausübung gegen den Schuldner darstellt. Aus Sicht des Schuldners ist dieser nämlich mit schuldbefreiender Wirkung nur dann leistungspflichtig, wenn ihm die Urkunde vorgelegt wird. Wird dem Schuldner die Urkunde nicht vorgelegt, kann dieser vom Recht der Leistungsverweigerung Gebrauch machen. Da somit der Schuldner bei Inhaber- und Orderpapieren in gleicher Form wie bei Rektapapieren (§ 808 Abs. 2 Satz 1 und § 797 Abs. 1 BGB, Art. 47 SchG, Art. 39 und Art. 50 WG) nur gegen Vorlage der Urkunde leisten muss, vereint dieses Merkmal sämtliche Wertpapierarten.

### Wertpapierbegriff in Gesetzen
Spezialgesetze verwenden sehr unterschiedliche Wertpapierbegriffe, was durch die unterschiedlichen Regelungsziele begründet ist. Einige Gesetze befassen sich ausführlich mit dem Wertpapierbegriff. Da Wertpapiere und der Wertpapierhandel eng mit dem Kreditwesen in Verbindung stehen, liegt es nahe, dass sich insbesondere bankaufsichtsrechtliche Vorschriften mit dem Wertpapierbegriff auseinandersetzen.
Eine Aufzählung der als Wertpapiere geltenden Finanzinstrumente findet sich in § 2 Abs. 1 WpHG. Die bis Juli 2013 geltende Definition in § 1 Abs. 11 Satz 2 Nr. 1–4 KWG verfolgte bankaufsichtsrechtliche und banktechnische Ziele. Sie bediente sich einer nicht abschließenden Aufzählung und verdeutlichte, dass keine Urkunden ausgestellt sein müssen (so genannte Wertrechte) und Handelbarkeit an einem Markt vorausgesetzt wird.
Das Depotgesetz benutzt in § 1 Abs. 1 DepotG eine abschließende Aufzählung, wonach zu den Wertpapieren „Aktien, Kuxe, Zwischenscheine, Zins-, Gewinnanteil- und Erneuerungsscheine, auf den Inhaber lautende oder durch Indossament übertragbare Schuldverschreibungen gehören, ferner andere Wertpapiere, wenn diese vertretbar sind, mit Ausnahme von Banknoten und Papiergeld. Wertpapiere im Sinne des DepotG sind auch Namensschuldverschreibungen, soweit sie auf den Namen einer Wertpapiersammelbank ausgestellt wurden“, gehören. Auch dieses Gesetz ist ein bankaufsichtsrechtliches Gesetz, welches lediglich im Verhältnis zwischen den Kreditinstituten und der BaFin/Deutschen Bundesbank gilt. Allerdings ist es zulässig, wenn andere Gesetze (wie etwa § 2 Abs. 24 AWG) hierauf verweisen. Dann gilt die Legaldefinition des DepotG auch im Geltungsbereich des Außenwirtschaftsgesetzes.
Seit Juni 2021 gibt es in Deutschland den Rechtsbegriff des elektronischen Wertpapiers. Um ein solches handelt es sich, wenn die Begebung gemäß § 2 Abs. 1 eWpG dadurch erfolgt, dass der Emittent an Stelle der Ausstellung einer Wertpapierurkunde eine Eintragung in ein elektronisches Wertpapierregister bewirkt. Gemäß § 1 eWpG sind elektronische Wertpapiere auf Inhaberschuldverschreibungen beschränkt. Die gesetzlichen Vorschriften über elektronische Wertpapiere sind jedoch offen für weitere Wertpapiergattungen außer Inhaberschuldverschreibungen (etwa Aktien und Investmentzertifikate) und technologieoffen. Letzteres erfasst derzeit die Blockchain-Technologie, aber auch beispielsweise die Distributed-Ledger-Technologie kann einbezogen werden.
Fragen zur Rechnungslegung stehen im Vordergrund bei § 266 Abs. 2 Lt. B III HGB. Hier werden Anteile an verbundenen Unternehmen, eigene Anteile und „sonstige Wertpapiere“ ausgewiesen. Unter dieser letztgenannten Bezeichnung sind alle Wertpapiere auszuweisen, die nicht zu einem anderen Posten gehören und jederzeit veräußerlich sind.
Auch § 7 Abs. 1 RechKredV verwendet eine Aufzählung, die insbesondere auf die Eigenschaften börsenfähig und börsennotiert rekurriert und in den Absätzen 2 und 3 RechKredV diese Begriffe definiert. Als börsenfähig gelten demnach Wertpapiere, die die Voraussetzungen einer Börsenzulassung erfüllen. Als börsennotiert gelten Wertpapiere, die an einer Börse zum Handel im regulierten Markt zugelassen sind.
Wertpapiere können folgende Rechte verkörpern:
| Art des Rechts     | Beispiele                                 |
| ------------------ | ----------------------------------------- |
| Forderungsrechte   | Geldforderungen aus Sparbüchern, Anleihen |
| Beteiligungsrechte | Stimmrechte bei Aktien                    |
| Sachenrechte       | Grundschuldbrief, Hypothekenbrief         |
| Optionsrechte      | Optionsschein                             |

## Abgrenzungen
Die erforderliche Verbriefung schließt bloße Beweisurkunden (= Beweis des Bestehens des Rechts), insbesondere Quittung, Schuldschein, Kaufvertrag, sowie bei einfachen Legitimationsurkunden (= Prüfung der Berechtigung des Vorlegers zur Empfangnahme einer Leistung), insbesondere Garderobenmarke, Gepäckaufbewahrungsschein oder Reparaturschein von der Definition aus.
Keine Wertpapiere sind:
- Gutscheine eines Kaufhauses, denn sie verbriefen zwar das Recht, beim Aussteller Waren im genannten Wert zu erhalten, können aber nicht kraftlos erklärt werden.
- Banknoten gelten als gesetzliches Zahlungsmittel. Noch vor einigen Jahrzehnten war eine Banknote durch ihre Golddeckung durchaus häufig ein Wertpapier, weil sie jederzeit gegen eine festgelegte Menge Gold getauscht werden konnte (z. B. der US-Dollar bis 1973).
- Personalausweis, Reisepass oder eine Identitätskarte verbriefen eine öffentlich-rechtliche Identifizierungspflicht, also kein Privatrecht.
- Beweisurkunden wie Schuldschein und Quittung besitzen lediglich Beweisfunktion; das Recht ist völlig unabhängig von ihrem Bestehen.
- einfache Legitimationsurkunden wie Garderobenmarken oder Reparaturscheine haben zwar wie Wertpapiere Legitimationsfunktion, jedoch fehlt es an der Verbriefung des Rechtes (Urkunde = Recht). Diese Urkunden befreien somit den Schuldner von seiner Leistung, ändern aber nichts an den Rechten des Gläubigers. Der Hinterleger der Kleidungsstücke kann etwa sein Recht anderweitig beweisen, indem er die Kleidungsstücke und deren Inhalt genau beschreibt.

Wertpapiercharakter besitzen jedoch Briefmarken, Fahrscheine, Telefonkarten oder Eintrittskarten. Es handelt sich hierbei um so genannte „kleine“ Inhaberpapiere im Sinne des § 807 BGB, deren Aussteller sich durch Leistung an den – nicht namentlich genannten – Inhaber befreien kann, der Inhaber die Leistung zu fordern berechtigt ist und der Besitz der Urkunde zur Geltendmachung des Rechts erforderlich ist. Kleine Inhaberpapiere sind Inhaberpapiere, die das Rechtsverhältnis und den Aussteller nur unvollständig wiedergeben. Auf sie sind gemäß § 807 BGB die Regeln über Inhaberschuldverschreibungen teilweise anzuwenden (§ 793 Abs. 1 sowie §§ 794, 796 und 797 BGB).
Was im konkreten Fall als einfache Legitimationsurkunde und was als Wertpapier gilt, entscheidet primär der Wille des Ausstellers, subsidiär die Verkehrsauffassung.

## Der „weite“ und der „enge“ Wertpapierbegriff
Der „weite“ Wertpapierbegriff von Heinrich Brunner ist die heute herrschende Definition: Ein Wertpapier ist eine Urkunde, in der ein privates Recht in der Weise verbrieft ist, dass zur Geltendmachung des Rechts die Innehabung der Urkunde erforderlich ist. Diese Definition umfasst Inhaber-, Order- und Rektapapiere.
Der „enge“ Wertpapierbegriff schränkt diese allgemeine Definition ein. Hiernach sollen nur die Urkunden zu den Wertpapieren gehören, die nach sachenrechtlichen Grundsätzen übertragbar sind. Hierzu werden lediglich die Inhaber- und Orderpapiere gezählt, Rektapapiere hingegen nicht. In diesem Artikel wird vom „weiten“ Wertpapierbegriff ausgegangen.

## Sinn und Zweck von Wertpapieren
Im Schuldrecht sind Verträge im Allgemeinen formfrei. Halten die Vertragsparteien ihre vertraglichen Rechte und Pflichten dennoch schriftlich fest, so erfolgt dies aus Gründen der leichteren Beweisbarkeit. Wird ein Darlehen außerhalb verbraucherrechtlicher Erfordernisse gewährt, so kann der Gläubiger vom Schuldner die Ausstellung eines Schuldscheines verlangen. Legt der Gläubiger nach Fälligkeit der Darlehensschuld den Schuldschein dem Schuldner vor, kann er damit seine Forderung beweisen. Verliert er den Schuldschein, geht damit sein Recht auf Rückzahlung keineswegs unter – es obliegt ihm nur, es auf andere Art zu beweisen. Beim Schuldschein handelt es sich also um eine bloße Beweisurkunde.
Wird jedoch vereinbart, dass der Schuldner mit schuldbefreiender Wirkung an denjenigen leistet, der die Urkunde vorlegt, so hat die Urkunde Liberationsfunktion (Befreiungsfunktion) zugunsten des Schuldners unabhängig davon, wer sie vorlegt. Der Gläubiger kann in diesem Fall die Urkunde an einen seiner Gläubiger wiederum weitergeben, der die Urkunde nun beim hier gemeinten Schuldner vorlegt. Unter diesen Umständen handelt es sich bei der Urkunde um ein Wertpapier.

## Eigenschaften von Wertpapieren
Wertpapiere weisen gemeinsame Eigenschaften auf, durch die sie erst den Charakter eines Wertpapiers erhalten.

### Verkehrsfähigkeit
Vom Gesetzeswillen her kann zwischen verkehrsfähigen und weniger verkehrsfähigen Wertpapieren unterschieden werden. Verkehrsfähigkeit bedeutet, dass ein Wertpapier durch seine rechtliche Ausgestaltung mehr oder weniger leicht von einem Inhaber zum nächsten Inhaber übertragen werden kann. Die Verbriefung des Rechts sichert erst die Verkehrsfähigkeit eines Wertpapiers. Zu den verkehrsfähigen gehören die Inhaber- und Orderpapiere, die mehr oder weniger fungibel gestaltet sind und durch bloße Übergabe bzw. Indossament übertragen werden können. Höchste Verkehrsfähigkeit kommt dabei den Inhaberpapieren zu, weil ihre Übertragbarkeit durch einen verstärkten Gutglaubensschutz sogar noch weitgehender ist als bei den beweglichen Sachen.
Als wenig verkehrsfähig sind die Rektapapiere konstruiert, bei denen die bloße Übergabe des Papiers noch nicht einmal eine Rechtsänderung der darin verbrieften Forderung zur Folge hat: die verbriefte Forderung muss im Wege der Abtretung übertragen werden, und das sie verbriefende Wertpapier folgt einem komplizierten rechtlichen Schicksal. Der erwerbende Zessionar hat Anspruch gegen den Zedenten auf Herausgabe der Urkunde (§ 985, § 952 Abs. 1 Satz 2 BGB), und der alte Gläubiger ist zudem zur Übergabe aller mit der Forderung zusammenhängenden Urkunden verpflichtet (§ 402 BGB). Diese rechtlichen Hürden machen Rektapapiere nicht gerade verkehrsfähig. Stellt der Gesetzgeber besondere Hürden bei der Übertragbarkeit auf, will er damit insbesondere die Verkehrsfähigkeit verhindern. Geschäftsanteile an einer GmbH – die übrigens keine Wertpapiere sind – können nach § 15 Abs. 3 und 4 GmbHG nur in Form einer notariell beurkundeten Abtretung übertragen werden; dabei bedarf bereits das schuldrechtliche Verpflichtungsgeschäft der notariellen Beurkundung, erst recht die eigentliche Abtretung als Verfügungsgeschäft.

### Handelbarkeit
Anschaffung, Verkauf, Verwaltung und Verwahrung von Wertpapieren für andere ist ein erlaubnispflichtiges Bankgeschäft im Sinne von § 1 KWG. Handelbarkeit, insbesondere Börsenfähigkeit, erfordert das Höchstmaß der Verkehrsfähigkeit. Deshalb sind die Inhaberpapiere als verkehrsfähigste aller Wertpapierarten für den Börsenhandel prädestiniert. Sollen Orderpapiere (wie etwa die Namensaktie) an der Börse handelbar sein, müssen sie ein Blankoindossament enthalten. Namensaktien sind börsentechnisch lieferbar, wenn die letzte Übertragung (§ 68 Abs. 1 AktG) – und nur diese – durch ein Blankoindossament ausgedrückt ist. Namensaktien, die nur mit Zustimmung der Gesellschaft übertragen werden können (§ 68 Abs. 2 AktG), sind ebenfalls lieferbar, wenn die letzte Übertragung – und wiederum nur diese – durch Blankozession erfolgte oder wenn den Aktien Blankoumschreibungsanträge des Verkäufers beigefügt sind. In den Richtlinien der Deutschen Börse für die „Lieferbarkeit beschädigter, amtlich notierter Wertpapiere“ werden als wesentliche Merkmale eines Wertpapiers das Blankoindossament und die Blankozession hervorgehoben.

### Verbriefung eines Rechts
Allen Wertpapieren ist die Verbriefung eines privaten Rechts gemeinsam. Während die Aktie alle Rechte eines Aktionärs an der Aktiengesellschaft verbrieft, berechtigt das Sparbuch den Gläubiger zur Abhebung des in ihm dokumentierten Sparguthabens in den festgelegten Grenzen. Wieder ganz anders gelagert sind die Rechte etwa aus einem (Order)Lagerschein, die dessen legitimierten Inhaber zur Abholung der eingelagerten Waren berechtigen. Wie bereits diese kurze Aufzählung zeigt, sind die Rechte aus Wertpapieren völlig unterschiedlich ausgestaltet. Sie reichen vom Stimmrecht auf der Hauptversammlung einer Aktiengesellschaft über das Eigentum an gelagerten Waren bis zu geldwerten Vermögensrechten beim Sparbuch.
Bei Inhaberpapieren ist das Recht mit der Urkunde so stark verbunden, dass Einigung und Übergabe der Urkunde auch die in ihr verbrieften Rechte an den neuen Inhaber automatisch übertragen. Bei Order- und Rektapapieren hingegen führt die bloße Übergabe der Urkunde nicht zum Rechtsübergang der darin verbrieften Rechte. Orderpapiere erfordern ein Indossament, Ansprüche aus Rektapapieren müssen mit Zession übertragen werden. Bei letzteren ist die Verbindung des Vermögensrechts mit der Urkunde bereits so gelockert, dass die Übertragung des verbrieften Anspruchs durch Zession erforderlich ist, während die Übergabe der Urkunde zivilrechtlich als notwendige Folge eingestuft wird. Dennoch ist die Übergabe bei allen Wertpapierarten von großer Bedeutung, weil bei der Geltendmachung des verbrieften Anspruchs dem Schuldner oder Aussteller die Urkunde auszuhändigen ist.

### Geltendmachung des Anspruchs
Geltendmachung des Anspruchs bedeutet, dass der jeweilige Inhaber des Papiers bei Fälligkeit des hierin verbrieften Rechts seinen Anspruch auf Leistung vom Schuldner gegen Aushändigung der Urkunde verlangen kann. Wird dabei vereinbart, dass der Schuldner mit schuldbefreiender Wirkung an denjenigen leistet, der die Urkunde vorlegt, so hat die Urkunde Liberationsfunktion (Befreiungsfunktion) zugunsten des Schuldners, unabhängig davon, wer sie vorlegt.
Der legitimierte Besitz des Wertpapiers begründet die uneingeschränkte Vermutung der materiellen Berechtigung des Inhabers. Der Schuldner darf dem Inhaber lediglich Einwendungen entgegensetzen, die die Gültigkeit der Ausstellung betreffen, sich aus der Urkunde ergeben oder dem Aussteller unmittelbar gegen den Inhaber zustehen. War der Schuldner zum Zeitpunkt der Ausstellung etwa geschäftsunfähig oder weist er nach, dass der Inhaber bereits die in der Urkunde versprochene Leistung erhalten hat, dann ist der Schuldner von der Leistung befreit. Das gilt auch dann, wenn der Inhaber die Urkunde nicht vorlegen kann. Der Schuldner aus einem Wertpapier kann nämlich verlangen, dass ihm die Urkunde ausgehändigt wird, wenn er die Leistung bewirken soll. In § 796 BGB ist ein weitgehender Ausschluss von Einwendungen vorgesehen. Der Schuldner darf deshalb dem Gläubiger nur wenige leistungshindernde Einwendungen entgegenhalten.
Während beim Inhaberpapier jeder Vorleger für den Schuldner als materiell berechtigt anzusehen ist, die Leistung zu verlangen, obliegen dem Schuldner bei Order- und Rektapapieren bestimmte Prüfungspflichten. Bei Orderpapieren ist der jeweilige Vorleger der Urkunde materiell berechtigt, wenn eine lückenlose Indossamentenkette, die auf den Aussteller zurückzuführen sein muss, vorhanden ist. Der Schuldner eines Orderpapiers ist nach Art. 40 Abs. 3 Satz 2 WG lediglich verpflichtet, vor seiner Leistung die äußere Ordnungsmäßigkeit der Indossamentenkette zu prüfen. Er überprüft mithin die Kette der Indossamente auf ihre Lückenlosigkeit, wobei es unerheblich ist, ob die Indossamente wirksam oder die Unterschriften echt sind. Leistet der Schuldner an einen nichtberechtigten Vorleger des Orderpapiers, so wird er von der Leistung frei (§ 365 Abs. 1 HGB i. V. m. Art. 40 Abs. 3 WG).

### Verlust des Wertpapiers
Ist die Urkunde verloren gegangen, geht das hierin verbriefte Recht jedoch nicht unter. Erforderlich zur Geltendmachung von Rechten aus verloren gegangenen Wertpapieren ist dann eine Kraftloserklärung nach abgeschlossenem Aufgebotsverfahren. Das Ausschlussurteil der Kraftloserklärung ersetzt das verloren gegangene Wertpapier und verschafft dem Inhaber die ursprüngliche Rechtsstellung aus dem Wertpapier (§ 479 FamFG). Das Aufgebotsverfahren ist für Inhaber- und Orderpapiere, für qualifizierte Legitimationspapiere und den Hypothekenbrief gesetzlich vorgesehen. Geht indes ein Schuldschein verloren, so ist nach § 371 BGB ein Aufgebotsverfahren nicht vorgesehen; das Recht kann somit ohne Aufgebotsverfahren geltend gemacht werden, weshalb der Schuldschein nicht zu den Wertpapieren gehört. Ein Aufgebotsverfahren für verloren gegangene Urkunden ist somit ein weiteres Kriterium für die Wertpapiereigenschaft.
Kommt ein Wertpapier abhanden (etwa durch Diebstahl oder Verlieren), so kann das Recht nur noch aufgrund eines im Aufgebotsverfahren (§§ 433 ff. FamFG) erwirkten Ausschlussurteils (§ 479 FamFG) beim Schuldner geltend gemacht werden. Dies ist die Konsequenz aus dem Recht des Schuldners, dass dieser nur zur Leistung verpflichtet ist, wenn ihm die Urkunde vom Inhaber ausgehändigt wird.

## Wesentliche Funktionen von Wertpapieren
Alle Wertpapiere erfüllen mehr oder weniger gemeinsame Funktionen, die wie folgt systematisiert werden können:

### Indiz- und Beweisfunktion
Der Inhalt der Wertpapierurkunde beweist jedem Interessierten, insbesondere dem Inhaber, dass der Aussteller eine Leistung unter den in der Urkunde niedergelegten Bedingungen schuldet. Bei Rechtsstreitigkeiten dient diese Urkunde insbesondere als Nachweis des Leistungsumfangs. Der Gesetzgeber hat mit dem Urkundenprozess eine besondere Variante des Zivilprozesses geschaffen. Hiernach kann ein Anspruch geltend gemacht werden, der auf Zahlung von Geld oder auf Lieferung von vertretbaren Sachen oder Wertpapieren gerichtet ist, wenn sämtliche zur Begründung des Anspruchs erforderlichen Tatsachen unstreitig sind oder durch Urkunden bewiesen werden können (§ 592 ZPO). Wertpapiere sind in Urkundenprozessen das einzig zulässige Beweismittel. Hieraus ist erkennbar, welche bedeutsame Beweisfunktion prozessrechtlich den Wertpapieren zukommt.

### Liberationsfunktion / Legitimationsfunktion
Während die Liberationsfunktion dafür sorgt, dass der Schuldner an jeden vorlegenden Inhaber der Urkunde mit schuldbefreiender Wirkung leisten darf, begründet die Legitimationsfunktion eine Rechtsvermutung, dass der Inhaber der Urkunde als berechtigt anzusehen ist. Die Liberationsfunktion gilt ausnahmsweise nicht, wenn der Schuldner positive Kenntnis davon besitzt, dass der Besitzer der Urkunde nicht der wahre Rechtsinhaber und dies leicht nachweisbar ist. Bei der Legitimationsfunktion wird kraft Gesetzes vermutet, dass der jeweilige Inhaber der Urkunde auch der materiell Berechtigte ist. Dies gilt uneingeschränkt für Inhaberpapiere, nur eingeschränkt für die Orderpapiere, nicht jedoch bei Rektapapieren (Ausnahme: Hypothekenbrief). Beim Hypothekenbrief besteht nach § 1155 BGB eine Legitimationswirkung zugunsten des Inhabers, wenn von ihm eine ununterbrochene Kette öffentlich beglaubigter Abtretungserklärungen auf den tatsächlich im Grundbuch Eingetragenen zurückführt. Die Liberationsfunktion ist bei Inhaberpapieren bereits früh anerkannt worden. Danach kann jeder Inhaber der Urkunde vom Schuldner bei Fälligkeit Zahlung verlangen, und der Schuldner wird durch Leistung an den Inhaber von seiner Schuld befreit (liberiert).
Urkunden, die sowohl die Legitimations- als auch die Liberationsfunktion besitzen, werden als Legitimationspapiere bezeichnet; hierbei wird zwischen einfachen und qualifizierten Legitimationspapieren unterschieden. Einfache sind Gepäckschein oder Garderobemarke; hierbei darf der Schuldner auch ohne Vorlage der Urkunde schuldbefreiend leisten. Bei qualifizierten Legitimationspapieren hingegen muss und darf der Schuldner nur gegen Vorlage der Urkunde leisten.

### Präsentationsfunktion
Das Gesetz verlangt vom Inhaber des Wertpapiers, dass er die Urkunde bei Geltendmachung des Rechts dem Schuldner vorlegen muss. Gesetzestechnisch wird dies in unterschiedlicher Form umgesetzt, etwa dass der Inhaber vom Schuldner Zahlung verlangen kann (§ 793 Abs. 1 Satz 1 BGB bei Inhaberschuldverschreibungen) oder ein ausdrückliches Vorlegungserfordernis kodifiziert ist (§ 1160 Abs. 1 BGB beim Hypothekenbrief, Art. 38 WG beim Wechsel). Um weitere Zahlungen des Schuldners aus derselben Urkunde zu verhindern, verlangt das Gesetz nach Zahlung die Aushändigung der Urkunde an den Schuldner (etwa Art. 39 Abs. 1 WG). Die Vorlageerfordernis für Wertpapiere erhöht die Verkehrssicherheit durch Verdrängung des Leistungsverweigerungsrechts des Schuldners aus § 410 BGB.

### Transportfunktion
Die Verbriefung eigentlich unsichtbarer Rechte in einer Urkunde ermöglicht ihre Übertragung nach sachenrechtlichen Normen, ausgenommen wiederum die Rektapapiere. Daher stammt der Ausdruck „Verkörperung“, mit dem ein unsichtbares Recht durch schriftliche Erklärung in eine körperlich vorhandene Urkunde übernommen wird. Allerdings gehört die Verbriefung von Wertpapieren bankaufsichtsrechtlich nicht mehr zu den begriffsprägenden Elementen. Die Urkunde kann dann durch Übereignung nach den §§ 929 ff. BGB als bewegliche Sache übertragen werden mit der Folge eines gutgläubigen Erwerbs nach den §§ 932 ff. BGB, bei Inhaberpapieren sogar bei gestohlenen oder abhandengekommenen Urkunden (§ 935 Abs. 2 BGB). Zudem erweckt der Besitz der Urkunde den Rechtsschein des Eigentums an ihr (§ 1006 BGB), wobei für Orderpapiere Sondervorschriften gelten (Art. 16 Abs. 1 WG, Art. 19 SchG, § 365 Abs. 1 HGB und § 68 Abs. 1 AktG). Bei Rektapapieren gilt die Transportfunktion nicht, weil für die Übertragung des Rechts dessen Abtretung erforderlich ist und eine Übergabe des Papiers für den Rechtsübergang weder erforderlich noch ausreichend ist.

## Bestandteile
Börsenfähige Wertpapiere, auch Effekten genannt, bestehen im Regelfall aus
- dem Mantel: Das ist die Haupturkunde, das Gläubiger- oder Teilhaberrecht verbrieft.
- Dem Bogen: Das ist ein in mehrere gleichartige und nummerierte Abschnitte aufgeteiltes Papier. Die einzelnen Abschnitte werden Kupon oder Dividendenschein genannt. Gegen die Abgabe eines Kupons bei einer Zahlstelle können Rechte aus der Urkunde geltend gemacht werden, allerdings in Verbindung mit der Vorlage des Mantels. Dies betrifft insbesondere Gewinnausschüttungen bzw. Zinszahlungen, aber auch Wandlungen, Bezug neuer Aktien o. Ä. Die Kupons verbriefen somit in erster Linie das Ertragsrecht.
- Dem Erneuerungsschein (Talon): Gegen Abgabe des Erneuerungsscheines bei einer Zahlstelle erhält der Inhaber einen neuen Bogen (wenn beispielsweise die Kupons des alten Bogens verbraucht sind). Häufig ist der Erneuerungsschein aber als besonderer Abschnitt im Bogen enthalten.

## Kennzeichnung
Im deutschen Börsenhandel wurden Wertpapiere im engeren Sinn bisher über eine sechsstellige Kennnummer, die Wertpapierkennnummer oder WKN klassifiziert; diese wurde am 22. April 2003 durch die Internationale Wertpapierkennnummer (ISIN) ersetzt. Die ISIN ist eine zwölfstellige Zahlen-Buchstaben-Kombination, die nach folgendem Muster zusammengesetzt ist:
```
Ländercode
 
Nationale Kennnummer (NSIN)
 
Prüfziffer

DE                     000575200                     0
```

In den nationalen Kennnummern ist, sofern schon existent, die bisherige WKN (im Beispiel: Bayer AG, WKN 575200) rechtsbündig eingearbeitet, die vorderen Stellen werden mit Nullen aufgefüllt.
Der Ländercode gibt lediglich die Rechtsordnung an, nach der das Wertpapier als solches, also das verbriefte Recht, aufgelegt wurde. Er muss nicht mit der Rechtsordnung des Emittenten übereinstimmen. Ein Anteil an einem ausländischen Unternehmen kann also nach deutschem Recht in Form einer Globalurkunde verbrieft werden und erhält dann eine Kennzeichnung mit DE als Ländercode (siehe auch American Depositary Receipt). Anteilsscheine für das gleiche Unternehmen können auch nach mehreren Rechtsordnungen gleichzeitig verbrieft werden. Sie erhalten dann entsprechend unterschiedliche Kennzeichnungen und für die Verwahrung gelten unterschiedliche Rechtsgrundlagen. Ein in Form einer deutschen Globalurkunde verbriefter Anteil einer ausländischen Gesellschaft kann z. B. in Girosammelverwahrung gehalten werden, während ein ausländisches Wertrecht am gleichen Unternehmen in Wertpapierrechnung gehalten werden kann.

## Einteilungen

### Nach Bezeichnung des Berechtigten/Begünstigten (= wer Anspruch auf Leistung hat)
- A) Inhaberpapiere (englisch bearer paper): Das sind Wertpapiere, bei denen Berechtigter der Vorleger ist. Die Übertragung erfolgt durch dingliche Einigung und bloße Übergabe der Urkunde. Beispiele sind:
  - Inhaberaktie, Inhaberschuldverschreibung oder Inhaberscheck. Ferner die technischen Inhaberpapiere, nämlich:
    - Orderpapiere mit Blankoindossament (siehe B) und
    - Rektapapiere mit Blankozession.
- B) Orderpapiere (englisch order paper): Das sind Wertpapiere, bei denen Berechtigter der darauf Genannte oder derjenige ist, den dieser als neuen Berechtigten (= Indossataren) bezeichnet. Die Übertragung erfolgt durch Einigung, Indossament (= Übertragungsvermerk meist auf der Rückseite des Orderpapiers) und Übergabe. Beispiele sind:
  - a) die geborenen Orderpapiere: Orderscheck, Wechsel, Interimsschein und Namensaktie.
  - b) die gekorenen Orderpapiere: (Transport-)Versicherungspolice, (Order-)Lagerschein, Ladeschein, Konnossement, kaufmännische Anweisung und der kaufmännische Verpflichtungsschein, sofern sie mit der positiven Orderklausel versehen sind. Fehlt die positive Orderklausel, handelt es sich um Rektapapiere (siehe C).

Enthalten die geborenen oder gekorenen Orderpapiere ein Rektaindossament („nicht an Order“ oder „nicht übertragbar“), handelt es sich um technische Rektapapiere (siehe C).
- C) Rektapapiere (oder Namenspapiere) (englisch non-negotiable/registered instruments). Das sind Wertpapiere, deren Rechte durch Einigung, Zession und Übergabe der Urkunde übertragen werden können. Berechtigter ist ausschließlich der darauf Genannte. Beispiele sind:
  - Sparbuch,
  - Versicherungsschein,
  - Hypothekenbrief, Grundschuld- und Rentenschuldbrief.

Werden diese Wertpapiere mit einer Blankozession versehen, handelt es sich um technische Inhaberpapiere.

### Nach dem verbrieften Recht
- Schuldrechtliche WP (=Verbriefung von Forderungen)
  - Wechsel, Scheck, Schuldverschreibung;
- Mitgliedschaftspapiere (=Verbriefung von Mitgliedschaft an einer Personenvereinigung und der entsprechenden Rechte)
  - Aktie;
- Sachenrechtliche WP (=Verbriefung von Sachenrechten)
  - Investmentzertifikat,
  - Hypothekenbrief;
- Traditions- und Dispositionspapiere (Warenwertpapiere)
  - Lagerschein, Ladeschein, Konnossement.

### Nach der Beziehung zum Grundgeschäft
- abstrakte WP (=Verbriefung eines vom Grundgeschäft losgelösten Rechts)
  - Wechsel
  - Scheck
- kausale WP (=sonstige)
  - Aktie.

### Nach der wirtschaftlichen Funktion
- Effekten (WP des Kapitalmarktes)
  - Anleihen (auch Schuldverschreibung genannt)
  - Aktien;
- WP des Zahlungs- und Kreditverkehrs
  - Scheck
  - Wechsel;
- WP des Güterumlaufs (Warenwertpapiere)
  - Konnossement
  - Ladeschein
  - Lagerschein.

### Nach dem Gegenwert
- Geldwertpapiere
  - Zinsschein
  - Scheck
  - Wechsel;
- Kapitalwertpapiere
  - Gläubigerpapiere
    - Obligation
    - Pfandbrief
    - Rentenbrief
    - Genussschein;

  - Beteiligungswertpapiere
    - Aktie
    - Kolonialgesellschaftsanteil;
- Warenwertpapiere
  - Konnossement
  - Ladeschein
  - Lagerschein.

### Nach Vertretbarkeit
- vertretbare WP:
  - Effekten;
- nicht vertretbare WP
  - Hypothekenbrief
  - Grundschuldbrief.

### Nach dem Ertrag
- unverzinsliche WP
  - Zero-Bonds;
- verzinsliche WP
  - festverzinsliche Wertpapiere wie Standardanleihen;
- Dividendenerträge
  - Aktien
  - gemischte Erträge wie Investmentzertifikate.

### Nach der Notierung
Bei börsengehandelten Wertpapieren wird der Preis eines Wertpapiers festgelegt als:
- Stücknotierung bei Aktien, Investmentzertifikaten oder Optionsscheinen,
- Prozentnotierung bei Anleihen,
- Promillenotierung bei Anleihen.

### Ausgabepreis
- Ausgabepreis ist der Börsenkurs, den Anleger beim Ersterwerb von Investmentzertifikaten oder anderen Wertpapieren auf dem Primärmarkt zu zahlen haben.
- Der Ausgabepreis von Anteilen oder Aktien muss bei Investmentzertifikaten dem Nettoinventarwert des Anteils oder der Aktie an der inländischen Investmentgesellschaft zuzüglich eines in den Anlagebedingungen festzusetzenden Aufschlags gemäß § 165 Abs. 2 Nr. 8 KAGB entsprechen (§ 71 Abs. 2 KAGB).

### Rücknahmepreis
- Am Sekundärmarkt ist der Verkaufspreis der Börsenkurs, zu dem Effekten verkauft werden können.
- Der Rücknahmepreis für die Rücknahme von Anteilen oder Aktien muss bei Investmentzertifikaten dem Nettoinventarwert des Anteils oder der Aktie an der inländischen Investmentgesellschaft abzüglich eines in den Anlagebedingungen festzusetzenden Abschlags gemäß § 165 Abs. 2 Nr. 8 KAGB entsprechen. Der Rücknahmepreis ist abzüglich des Abschlags zu zahlen.

## Schutz bei Wertpapiergeschäften
Anleger in Deutschland können bei Beschwerden, die sich auf Wertpapiergeschäfte beziehen, verschiedene Schlichtungsstellen anrufen. Für die Zuständigkeit ist maßgeblich, welcher Banksparte die Bank angehört, mit der der Anleger das Wertpapiergeschäft abgeschlossen hat. Rein aufsichtsrechtliche Beschwerden bearbeitet die Bundesanstalt für Finanzdienstleistungsaufsicht.
Für grenzüberschreitende Streitfälle zwischen Verbrauchern und Finanzdienstleistern (wie Banken oder Wertpapierfirmen) besteht das Europäische Netzwerk der Schlichtungsstellen für Finanzdienstleistungen (FIN-NET).

## International
Der Schuldner aus einem Wertpapier ist auch in der Schweiz nur gegen Aushändigung der Urkunde zu leisten verpflichtet (Art. 966 Abs. 1 OR). Die Übertragung geschieht durch Besitzübertragung, bei Orderpapieren durch Indossament und bei Namenspapieren durch Abtretung (Art. 967 OR). In Österreich setzt das ABGB den Wertpapierbegriff voraus, so etwa in § 215 ABGB, § 217 ABGB oder § 220 ABGB. Das Unternehmensgesetzbuch (UGB) regelt in § 363 UGB die Indossierung von Orderpapieren; § 381 UGB besagt, dass die Regelungen des Warenkaufs auch auf den Wertpapierkauf anwendbar sind.
Der Securities Act vom Mai 1933 ist wichtigster Bestandteil des US-amerikanischen Wertpapierrechts. Er versteht in Sec. 2 77b Abs. 1 unter Wertpapier (englisch security) jedes Zertifikat (englisch note), Aktien (englisch stock), eigene Aktien (englisch treasury stock), Terminkontrakte auf Wertpapiere (englisch security future), Swaps auf Wertpapierbasis wie der Asset-Swap (englisch security-based swap), Anleihen (englisch bond), Schuldverschreibungen (englisch debenture), Verschuldungsnachweise (englisch evidence of indebtedness), Zinszertifikate (englisch certificate of interest), Beteiligungen an einer Gewinnverteilungsvereinbarung (englisch participation in any profit-sharing agreement), Urkunden an Sicherheitstreuhand (englisch collateral-trust certificate), Investmentzertifikate (englisch investment contract), Zertifikate an Stimmrechtstreuhand (englisch voting-trust certificate), Einlagenzertifikate (englisch certificate of deposit), Ölinteressen (englisch fractional undivided interest in oil, gas or other mineral rights), Verkaufsoptionen (englisch put), Kaufoptionen (englisch call), Straddles (englisch straddle), Optionen (englisch option) und weitere Arten.
In Liechtenstein ist zum 1. Januar 2020 das Token- und VT-Dienstleistergesetz (TVTG) in Kraft getreten, durch das eine Vielzahl von Rechten durch die Rechtsfigur „Token“ von Distributed Ledger Technology verwaltet und übertragen werden können, sodass Token-basierte Wertpapiere möglich sind.